# Хосе Ріко Перес (стадіон)
Естадіо Хосе Ріко Перес (ісп. Estadio José Rico Pérez) — футбольний стадіон в іспанському місті Аліканте на Середземномор'ї. Це домашній стадіон клубу «Еркулес». Загалом арена вміщує 29 584 глядачів і використовується в основному для футбольних матчів клубу.

## Історія

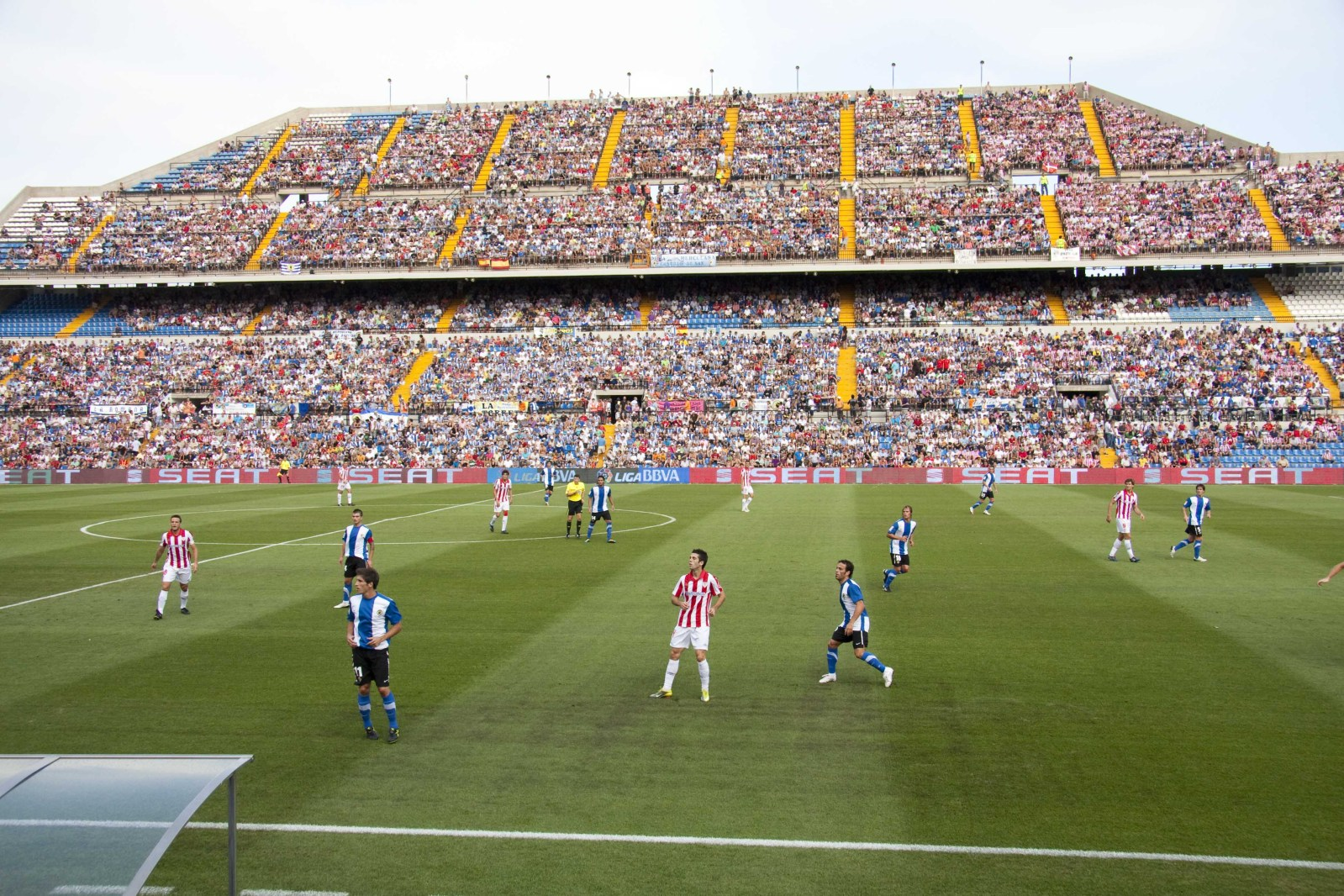
Матч «Еркулеса» проти «Атлетіка» (Більбао) на стадіоні в сезоні 2010/11

Урочисте укладання першого каменю відбулося 26 травня 1973 року. Стадіон відкрили 4 серпня 1974 року грою «Еркулеса» проти «Барселони» (0:4).
Стадіон був місцем проведення чемпіонату світу з футболу 1982 року, прийнявши три гри, в тому числі матч за 3-тє місце.
У 1994 році «Еркулес» повинен був продати стадіон для погашення боргу місту у еквіваленті 5,5 мільйонів євро. Нарешті, у 2001 році новий власник дозволив використовувати стадіон іншому клубу міста «Аліканте», що призвело до великої напруженості між двома клубами та їх фанатами.
Рішення про видалення всіх символів та гербів «Еркулеса» на стадіоні під час ігор ФК «Аліканте», а також напису «Hércules CF» на сидіннях трибун, призвело до суперечки між клубами.
27 березня 2007 року закінчився граничний термін подання пропозиції про купівлю стадіону в міста. «Еркулес» зробив єдину пропозицію в 7,8 млн євро на купівлю та ще 4,4 млн євро на реконструкцію, що відповідало вимогам попереднього власника стадіону, тому з 11 квітня 2007 року він знову перейшов у власність «Еркулеса». Частиною угоди було, однак, подальше використання стадіону і клубом «Аліканте» до реконструкції міського стадіону «Кампо-де-Вільяфранкеза», на який «Аліканте» повернувся 2010 року.

## Галерея

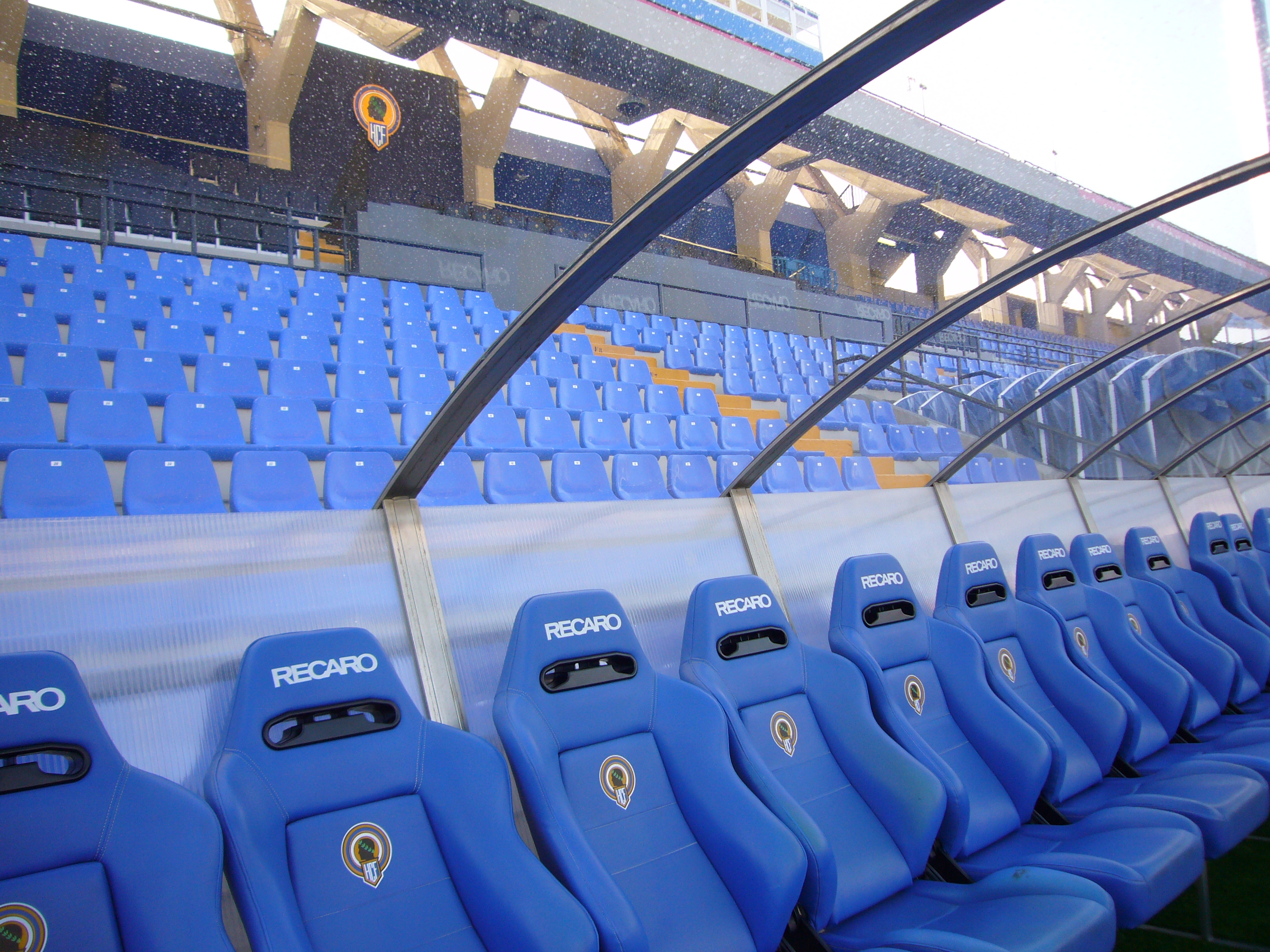
Тренерська лава
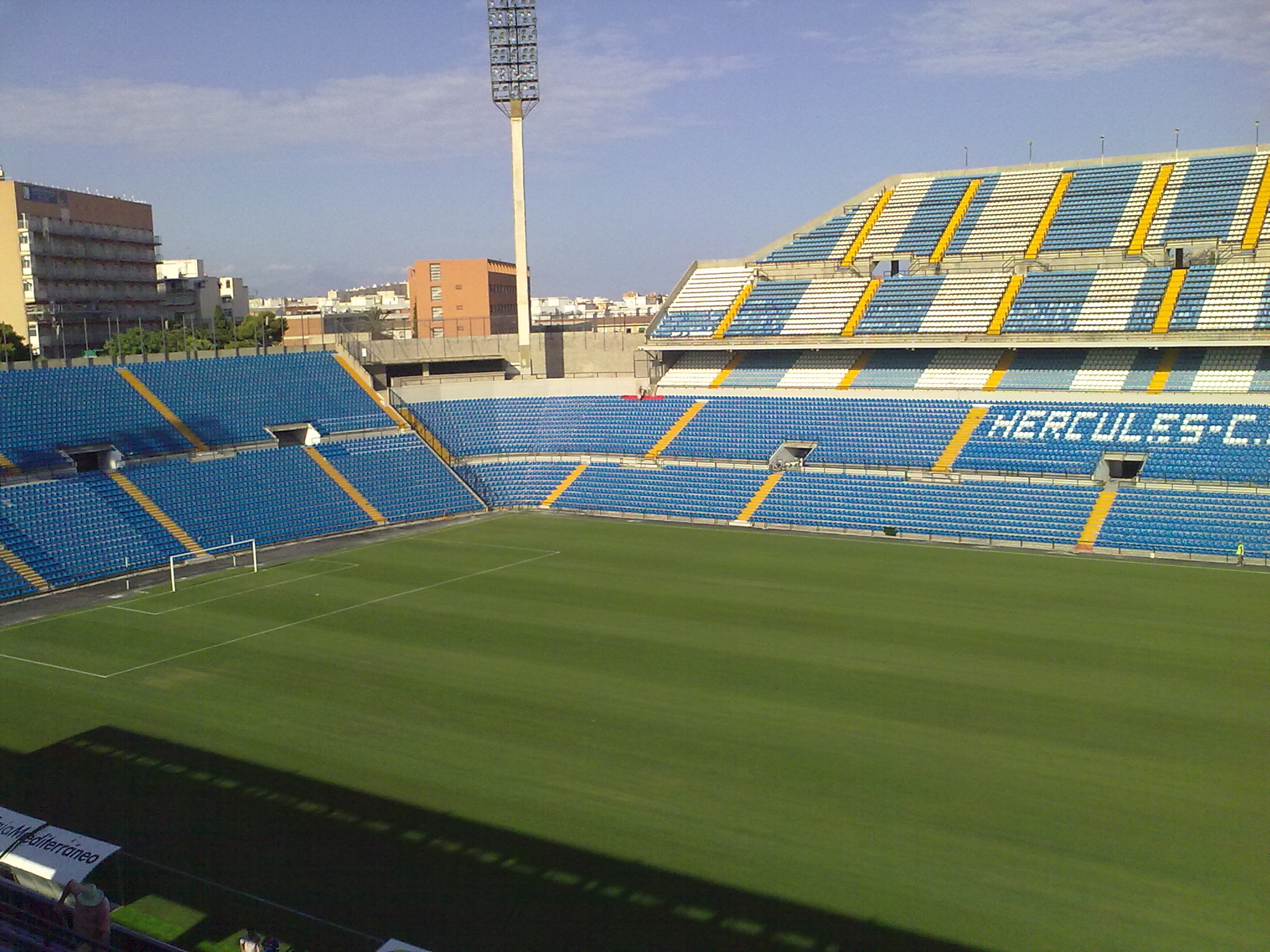
«Хосе Ріко Перес» у 2010 році
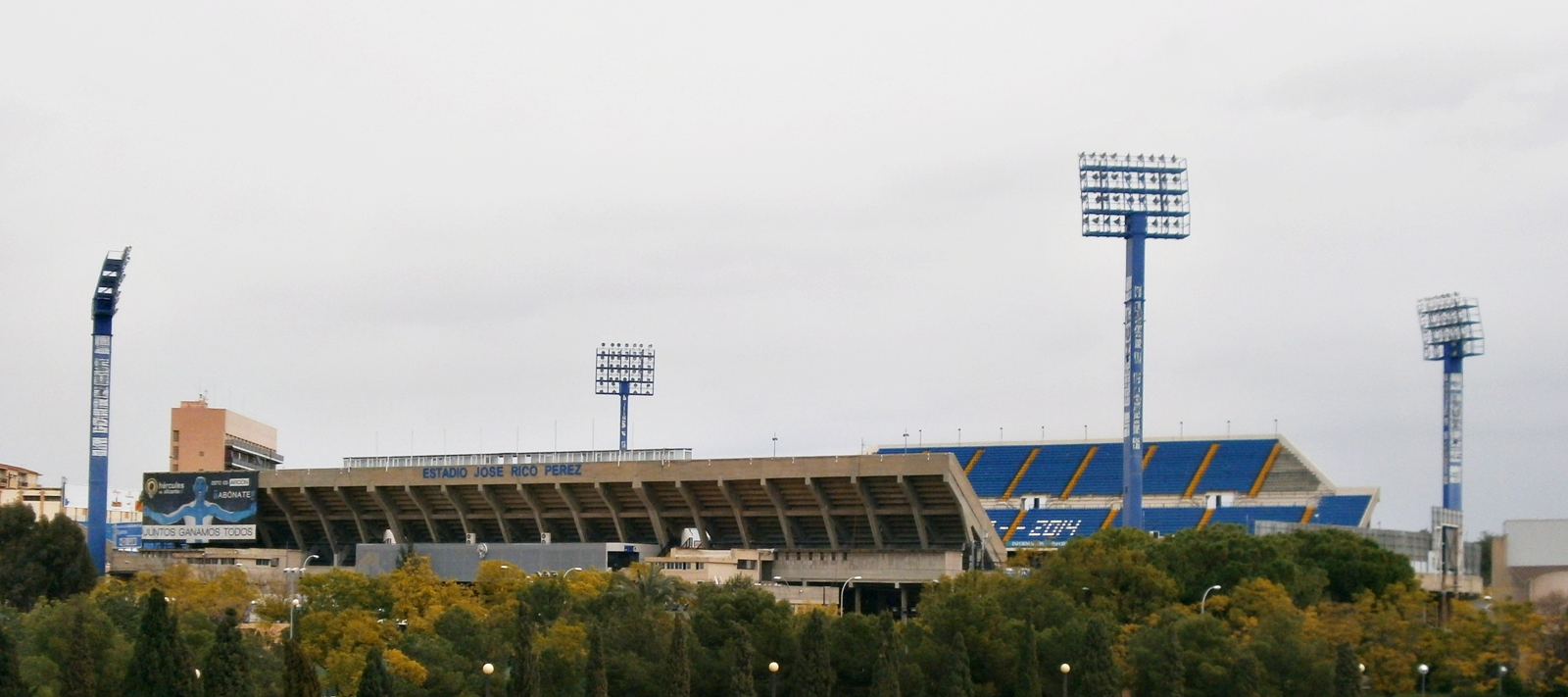
External view of the stadium
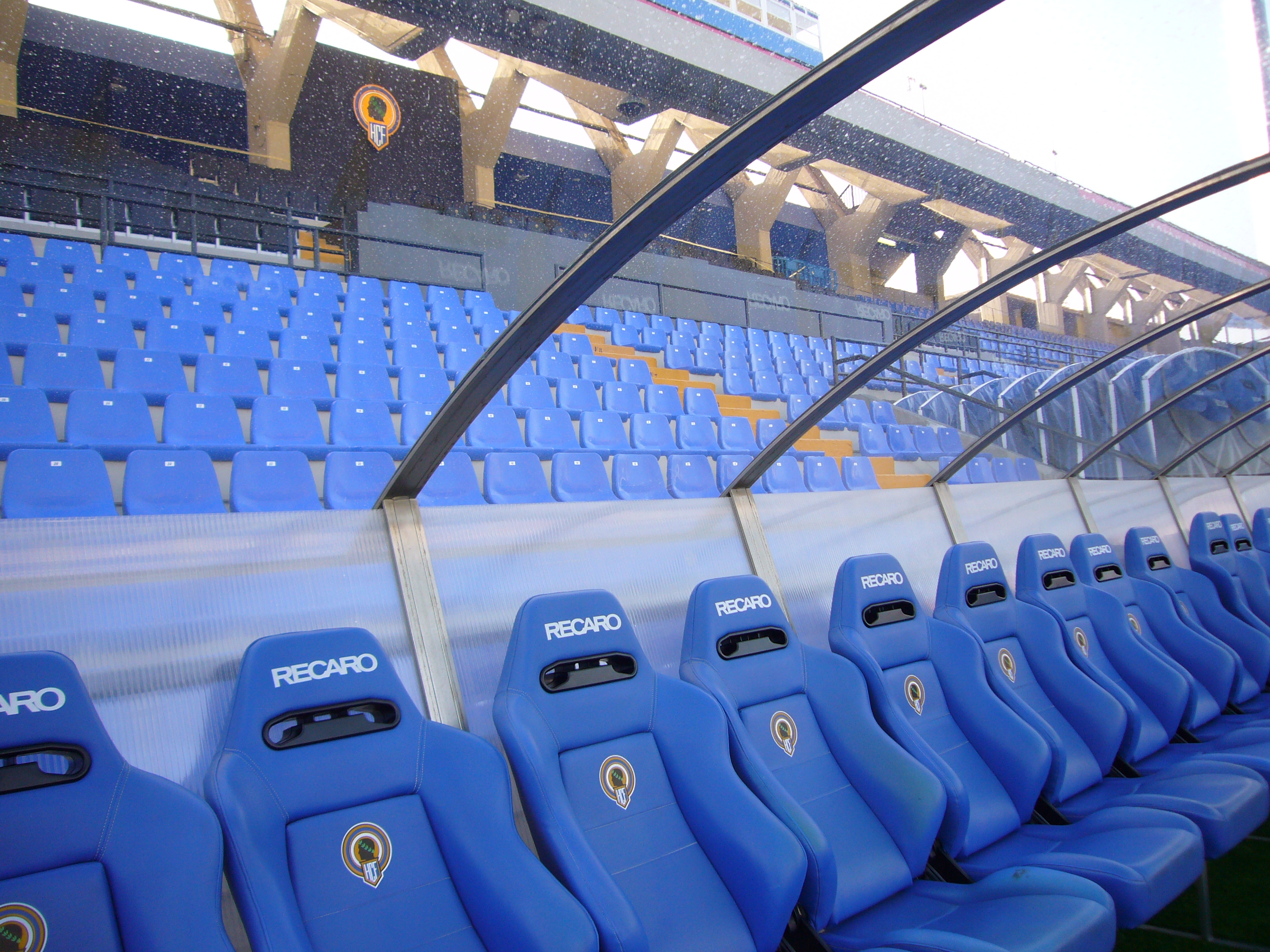
players bench

## Чемпіонат світу з футболу 1982 року
Стадіон був одним із місць проведення чемпіонату світу з футболу 1982 року та приймав такі матчі:
| Дата       | Команда № 1 | Рез. | Команда № 2 | Раунд                  | Відвідуваність |
| ---------- | ----------- | ---- | ----------- | ---------------------- | -------------- |
| 1982-06-18 | Аргентина   | 4–1  | Угорщина    | Група 3 (перший раунд) | 32,093         |
| 1982-06-23 | Аргентина   | 2–0  | Сальвадор   | Група 3 (перший раунд) | 32,093         |
| 1982-07-10 | Польща      | 3–2  | Франція     | Матч за 3-тє місце     | 32,500         |